# اقتصاد تونغا
اقتصاد تونغا يتميز بقطاع كبير غير نقدي، والاعتماد الشديد على التحويلات المالية من نصف سكان البلاد الذين يعيشون في الخارج، وعلى رأسها أستراليا، ونيوزيلندا، والولايات المتحدة. ويهيمن على جزء كبير من القطاع النقدي للاقتصاد - إن لم يكن يملكها- العائلة المالكة والنبلاء. وهذا صحيح بشكل خاص في مجال الاتصالات عن بعد وخدمات الأقمار الصناعية. والكثير من الأعمال التجارية الصغيرة، وخاصة تجارة التجزئة في تونغاتابو، والتي يهيمن عليها الآن الأخيرة الصينيون المغتربون الذين وصلوا في إطار برنامج النقد مقابل جوازات السفر التي انتهت عام 1998.